# Río Coata
El río Coata es un río afluente del lago Titicaca que recorre por territorio peruano. Cuenta con una cuenca hidrográfica que abarca los 4 585 km². Tiene una longitud de 141 
```
km
.
[
1
]
```

El río es uno de los principales afluentes que desemboca en el lago Titicaca por el lado sur. El río está contaminada por los 250 litros por segundo de aguas de desagüe y residuos sólidos que recibe de la ciudad de Juliaca. Según la Autoridad Nacional del Agua (ANA) señaló que las aguas del río supera los límites máximos permisibles.